# Yasuo Fukuda

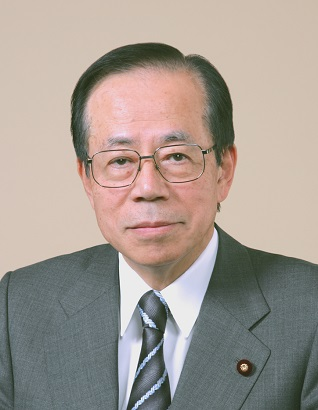
Yasuo Fukuda

Yasuo Fukuda (japanisch 福田 康夫, Fukuda Yasuo; * 16. Juli 1936 im Setagaya-ku, Tokio, gemeldet in Takasaki, Präfektur Gunma) ist ein ehemaliger japanischer Politiker der LDP. Von September 2007 bis September 2008 war er der 58. Premierminister Japans.

## Leben
Fukuda ist der älteste Sohn des früheren Premierministers Takeo Fukuda. Fukuda studierte Politik und Wirtschaftswissenschaften an der Waseda-Universität. Anschließend arbeitete er zunächst 17 Jahre für ein japanisches Ölunternehmen, davon zwei Jahre in den USA. Seine ersten Erfahrungen in der Politik sammelte er, als sein Vater zwischen 1976 und 1978 Premierminister war, zunächst als Sekretär eines Sangiin-Abgeordneten, dann als Sekretär des Premierministers. In dieser Funktion nahm er an Gesprächen mit China und den USA über den Friedensvertrag zwischen Japan und der Volksrepublik China teil. 1990 kandidierte er nach dem Rückzug seines Vaters aus der Politik in dessen Wahlkreis, dem viermandatigen Wahlkreis Gunma 3, für das Shūgiin; seinen Sitz hat er danach in sechs Wahlen behauptet, nach der Wahlrechtsreform seit 1996 im neuen Einmandatswahlkreis Gunma 4. Fukuda gehört dem Seiwa Seisaku Kenkyūkai an, der früheren Faktion seines Vaters, der heutigen Machimura-Faktion.
Im Oktober 2000 wurde Fukuda Kabinettssekretär im zweiten Kabinett von Yoshirō Mori (Machimura-Faktion). Das Amt behielt er auch unter Premierminister Junichiro Koizumi (Machimura-Faktion) bis zum Mai 2004, als Fukuda wegen eines Skandals um versäumte Einzahlungen an das staatliche Rentensystem, in den zahlreiche Politiker von LDP und DPJ verwickelt waren, zurücktrat.
Nachdem Fukuda im September 2007 von seiner Partei gegen Tarō Asō (Asō-Faktion) zum Parteichef gewählt wurde, wählte ihn das Shūgiin am 25. September 2007 gegen das Votum des Sangiin zum neuen Premierminister. Am 26. September 2007 wurden Fukuda und sein Kabinett von Kaiser Akihito formell ernannt. Er stand für eine gemäßigtere Außenpolitik als der bisherige Regierungschef Abe. Unter anderem setzte er sich für eine Verbesserung der historisch schwer belasteten Beziehungen zu China und Südkorea ein.
Zur Shūgiin-Wahl 2012 zog sich Fukuda zurück; seinen Wahlkreis übernahm für die LDP sein ältester Sohn Tatsuo.

## Regierungszeit
Die erste Phase von Fukudas Regierungszeit wurde von dem vergeblichen Versuch geprägt, sich mit der Opposition, die im Sangiin die Mehrheit hält, über eine Verlängerung des Antiterrorgesetzes zu einigen, auf dessen Grundlage die japanische Marine mit Betankungsschiffen im Indischen Ozean an der Operation Enduring Freedom teilgenommen hatte. Die Mission musste mit Auslaufen des Gesetzes zum 31. Oktober 2007 beendet werden.
In diesem Zusammenhang und angesichts anstehender innenpolitischer Reformen hatte Fukuda auch mit dem Vorsitzenden der Demokratischen Partei Ichirō Ozawa über die Bildung einer großen Koalition verhandelt, die aber von den Demokraten abgelehnt wurde.
Um das Sangiin mit einer Zweidrittelmehrheit im Shūgiin zu überstimmen und das Antiterrorgesetz doch noch zu verabschieden, wurde die Sitzungsperiode des Parlaments bis zum 15. Januar 2008 verlängert. Das Gesetz wurde am 11. Januar 2008 mit 340 zu 133 Stimmen im Shūgiin verabschiedet. Die Zweidrittelmehrheit wurde zum zweiten Mal überhaupt und zum ersten Mal in über 50 Jahren angewendet.
Überschattet wurden die ersten Monate der Regierungszeit von dem Skandal um den ehemaligen Staatssekretär im Verteidigungsministerium Takemasa Moriya, der von Vertretern des Rüstungsunternehmens Yamada Yōkō über acht Jahre für insgesamt über 15 Millionen Yen (ca. 95'000,00 Euro) zum Golf und Mahjong eingeladen worden war, indem auch Vorwürfe gegen mehrere LDP-Politiker erhoben wurden. Yamada Yōkō hatte 2003 und 2004 überhöhte Summen für Rüstungsaufträge erhalten.

### Innenpolitische Blockade und Umfragetief
Nach dem Scheitern der Verhandlungen über eine mögliche große Koalition setzt die Opposition auf eine Blockade von Regierungsinitiativen, übt Druck auf die Regierung bei den Skandalen um die Rente und dem Verteidigungsministerium aus und lanciert öffentlichkeitswirksame Störmaneuver mit ihrer Mehrheit im Sangiin; so hatte sie beispielsweise Ende November 2007 eine Resolution zur Beendigung des Irakeinsatzes der Luftselbstverteidigungsstreitkräfte verabschiedet. In seiner Regierungserklärung zur Eröffnung der Sitzungsperiode 2008 des Parlaments forderte Fukuda die Opposition zur Zusammenarbeit auf: Reformen seien wichtiger als die Umgestaltung der politischen Landschaft. Zuvor hatte er mehrfach Medienspekulationen über mögliche vorgezogene Neuwahlen dementiert, obwohl er seine Partei warnte, dass ihr zurzeit das Vertrauen der Wähler fehlte. Er äußerte mehrfach, er wolle das Shūgiin auf keinen Fall vor dem G8-Gipfel im Juli auflösen.
Der Beginn der Sitzungsperiode 2008 wurde vom Streit um den neuen Haushalt, vor allem um eine Neustrukturierung der Mineralöl- und Kfz-Steuern, bestimmt. Am 29. Februar 2008 wurde der neue Haushalt im Shūgiin mit der Regierungsmehrheit unter Boykott der Oppositionsparteien verabschiedet. Da das Mineralölsteuergesetz durch die Oppositionsblockade im Sangiin verzögert worden war, sanken die Benzinpreise am 1. April schlagartig um etwa 25 Yen und stiegen zum 1. Mai wieder um denselben Wert. Für die Wiedereinführung der Mineralölsteuer musste die Regierungskoalition zum zweiten Mal nach dem Antiterrorgesetz die Zweidrittelmehrheit im Shūgiin anwenden, um das Sangiin zu überstimmen.
Weitere wichtige Themen waren die Lebensmittelsicherheit (wegen mehrerer Skandale um kontaminierte aus China importierte Tiefkühl-Lebensmittel) und die Kollision des Aegis-Zerstörers Atago mit einem Fischerboot, deren Aufarbeitung Verteidigungsminister Shigeru Ishiba die Kritik der Opposition eintrug. Angesichts der öffentlichen Empörung über Verbrechen von in Okinawa stationierten US-Soldaten kündigte Fukuda an, er werde das Thema mit der US-Regierung besprechen – Außenministerin Condoleezza Rice besuchte Tōkyō im Februar 2008 –, und warnte vor einer Belastung des Bündnisses durch die Zwischenfälle.
Im Mai 2008 erreichte die Zustimmungsrate der Regierung Fukuda in der Bevölkerung nach einigen Umfragen 20 %, nachdem sie im April die Rekordtiefs der Regierung Abe vor der Sangiin-Wahlniederlage im Sommer 2007 und dem anschließenden Rücktritt unterboten hatte.
Am 11. Juni sprach das Sangiin Fukuda mit 131 zu 105 Stimmen das Misstrauen aus, ein Ereignis, das es seit dem Ende des Zweiten Weltkriegs in Japan noch nie gegeben hatte. Die Regierungsfraktionen beantragten sofort eine Vertrauensabstimmung im entscheidenden Shūgiin, wo sie eine Zweidrittelmehrheit halten. Während die Opposition Neuwahlen forderte, sprach Fukuda angesichts der Aussichtslosigkeit des Misstrauensvotums im Shūgiin von einem rein parteipolitischen Manöver. Anlass für den Vorstoß der Demokraten war die von Fukuda vorgeschlagene Reform der Krankenversicherung, da sie älteren Menschen zu hoch belaste.
In der Sommerpause 2008 zwischen der regulären Sitzungsperiode des Parlaments und der Sondersession im Herbst (rinji kokkai) führte Fukuda Anfang August eine Kabinettsumbildung durch, bei der zugleich die Führungspositionen der Partei neubesetzt wurden. Seinen innerparteilichen Konkurrenten Tarō Asō nominierte Fukuda als LDP-Generalsekretär. Angesichts anziehender Inflation und zurückgehender Konsum- und Investitionsneigung stellte seine Regierung Ende August ein rund 1,8 Billionen Yen (ca. 10,8 Mrd. Euro) starkes Konjunkturprogramm vor, um eine möglicherweise drohende wirtschaftliche Rezession im Wahljahr 2009 abzumildern. Unterdessen setzte sich der Streit um den Zeitpunkt der nächsten Neuwahlen fort: Während Fukuda die Vollendung der vollen Legislaturperiode von vier Jahren anstrebt, wünscht sich der Koalitionspartner Kōmeitō einen früheren Wahltermin, um eine deutliche Trennung zwischen den Shūgiin-Wahlen und den Wahlen zum Präfekturparlament Tokio – einer Hochburg von Sōka Gakkai, der wichtigsten Wählerbasis der Kōmeitō – zu erreichen. Die Umfragewerte von Fukudas Regierung hatten sich in den Sommermonaten leicht erholt: Im August überschritt die Zustimmungsrate die 30-Prozent-Marke; die Ablehnung sank wieder unter 60 %. Auch die LDP, die in den Meinungsumfragen im Mai erstmals von den Demokraten überholt worden war, konnte in der Wählergunst wieder leicht zulegen.
Am 1. September 2008 kündigte Yasuo Fukuda nach weniger als einem Jahr im Amt in einer kurzfristig einberufenen Pressekonferenz seinen Rücktritt an. Bis zur Wahl seines Nachfolgers Tarō Asō am 24. September blieb er geschäftsführend im Amt.

### Außenpolitische Aktivität
Erklärtes Ziel Fukudas bei Beginn seiner Amtszeit war eine Verbesserung der japanisch-chinesischen Beziehungen. Ende Dezember 2007 unternahm er einen viertägigen Besuch in der Volksrepublik. Der Gegenbesuch von Staatspräsident Hu Jintao im Mai 2008 brachte die Unterzeichnung eines Dokuments, das eine Absichtserklärung zum Ausbau der „strategischen Beziehungen“ enthält. In kritischen Fragen wie der Interessenabgrenzung im Ostchinesischen Meer, bei der um Gasvorkommen gerungen wird, oder beim Klimaschutz wurde keine abschließende Einigung erzielt, aber baldige Lösungen in Aussicht gestellt. Für die Zukunft wurden jährliche Treffen zwischen den Regierungschefs beider Länder vereinbart.
Ende Mai 2008 fand in Yokohama die 4. Internationale Tokioter Konferenz zur Afrikanischen Entwicklung (TICAD) statt. Fukuda erklärte zum Auftakt des Gipfels, Japan wolle seine Entwicklungshilfeausgaben deutlich erhöhen.
Seit Fukudas Amtsantritt als Premierminister stand die Vorbereitung des G8-Gipfels in Tōyako im Juli 2008 auf der außenpolitischen Tagesordnung. Einen ersten Besuch bei US-Präsident George W. Bush unternahm er im November 2007. Kurz vor dem Amtsantritt des russischen Präsidenten Dmitri Anatoljewitsch Medwedew führte er Gespräche mit ihm in Moskau im Mai 2008. Anfang Juni traf Fukuda sich auf einer Reise nach Deutschland, Großbritannien und zum FAO-Gipfel in Rom mit den Staats- bzw. Regierungschefs von vier G8-Ländern, Angela Merkel, Gordon Brown, Nicolas Sarkozy und Silvio Berlusconi. Wichtige Themen der Reise waren der Klimaschutz und der globale Ernährungspreisanstieg. Außerdem diskutierte er auch die Weltwirtschaftsentwicklung vor dem Hintergrund steigender Ölpreise mit den europäischen Regierungschefs. Nach dieser Reise war er mit den Staats- und Regierungschefs aller G8-Länder außer Kanada bereits vor dem Gipfel zusammengetroffen.

## Familie
Fukudas Ehefrau Kiyoko ist eine Enkelin von Sakurauchi Yukio, Abgeordneter und in den 1930er Jahren unter anderem Finanz- und Landwirtschaftsminister, und Cousine von Seiichi Ōta, Landwirtschaftsminister in Fukudas Kabinett und bis 2009 Abgeordneter (LDP, Koga-Faktion). Fukudas Schwester ist mit dem ehemaligen Abgeordneten Michio Ochi (LDP, Fukuda-Faktion) verheiratet, dessen ältester Sohn Takao ebenfalls bis 2009 Abgeordneter (LDP, Machimura-Faktion) war.

### Ahnentafel
|                 |                 |                 |                 |                 |                 |  |  |              |              |              |              |               |              |  |  |                  |                  |                  |                  |                  |                  |  |  |                    |                    |                    |                    |                    |                    |  |  |             |             |             |             |             |             |  |  |  |  |  |  |  |  |  |  |  |  |  |  |  |  |  |  |  |  |  |  |  |  |  |  |  |  |  |  |
|                 |                 |                 |                 |                 |                 |  |  |              |              |              |              |               |              |  |  |                  |                  |                  |                  |                  |                  |  |  |                    |                    |                    |                    |                    |                    |  |  |             |             |             |             |             |             |  |  |  |  |  |  |  |  |  |  |  |  |  |  |  |  |  |  |  |  |  |  |  |  |  |  |  |  |  |  |
|                 |                 |                 |                 |                 |                 |  |  |              |              |              |              |               |              |  |  | Sakurauchi Yukio | Sakurauchi Yukio | Sakurauchi Yukio | Sakurauchi Yukio | Sakurauchi Yukio | Sakurauchi Yukio |  |  | Sakurauchi Tatsurō | Sakurauchi Tatsurō | Sakurauchi Tatsurō | Sakurauchi Tatsurō | Sakurauchi Tatsurō | Sakurauchi Tatsurō |  |  |             |             |             |             |             |             |  |  |  |  |  |  |  |  |  |  |  |  |  |  |  |  |  |  |  |  |  |  |  |  |  |  |  |  |  |  |
|                 |                 |                 |                 |                 |                 |  |  |              |              |              |              |               |              |  |  | Sakurauchi Yukio | Sakurauchi Yukio | Sakurauchi Yukio | Sakurauchi Yukio | Sakurauchi Yukio | Sakurauchi Yukio |  |  | Sakurauchi Tatsurō | Sakurauchi Tatsurō | Sakurauchi Tatsurō | Sakurauchi Tatsurō | Sakurauchi Tatsurō | Sakurauchi Tatsurō |  |  |             |             |             |             |             |             |  |  |  |  |  |  |  |  |  |  |  |  |  |  |  |  |  |  |  |  |  |  |  |  |  |  |  |  |  |  |
|                 |                 |                 |                 |                 |                 |  |  |              |              |              |              |               |              |  |  |                  |                  |                  |                  |                  |                  |  |  |                    |                    |                    |                    |                    |                    |  |  |             |             |             |             |             |             |  |  |  |  |  |  |  |  |  |  |  |  |  |  |  |  |  |  |  |  |  |  |  |  |  |  |  |  |  |  |
| Fukuda Hiroichi | Fukuda Hiroichi | Fukuda Hiroichi | Fukuda Hiroichi | Fukuda Hiroichi | Fukuda Hiroichi |  |  | Fukuda Takeo | Fukuda Takeo | Fukuda Takeo | Fukuda Takeo | Fukuda Takeo  | Fukuda Takeo |  |  | Hideko           | Hideko           | Hideko           | Hideko           | Hideko           | Hideko           |  |  | Sakurauchi Yoshio  | Sakurauchi Yoshio  | Sakurauchi Yoshio  | Sakurauchi Yoshio  | Sakurauchi Yoshio  | Sakurauchi Yoshio  |  |  | Toshiko     | Toshiko     | Toshiko     | Toshiko     | Toshiko     | Toshiko     |  |  |  |  |  |  |  |  |  |  |  |  |  |  |  |  |  |  |  |  |  |  |  |  |  |  |  |  |  |  |
| Fukuda Hiroichi | Fukuda Hiroichi | Fukuda Hiroichi | Fukuda Hiroichi | Fukuda Hiroichi | Fukuda Hiroichi |  |  | Fukuda Takeo | Fukuda Takeo | Fukuda Takeo | Fukuda Takeo | Fukuda Takeo  | Fukuda Takeo |  |  | Hideko           | Hideko           | Hideko           | Hideko           | Hideko           | Hideko           |  |  | Sakurauchi Yoshio  | Sakurauchi Yoshio  | Sakurauchi Yoshio  | Sakurauchi Yoshio  | Sakurauchi Yoshio  | Sakurauchi Yoshio  |  |  | Toshiko     | Toshiko     | Toshiko     | Toshiko     | Toshiko     | Toshiko     |  |  |  |  |  |  |  |  |  |  |  |  |  |  |  |  |  |  |  |  |  |  |  |  |  |  |  |  |  |  |
|                 |                 |                 |                 |                 |                 |  |  | Fukuda Yasuo | Fukuda Yasuo | Fukuda Yasuo | Fukuda Yasuo | Fukuda Yasuo  | Fukuda Yasuo |  |  | Kiyoko           | Kiyoko           | Kiyoko           | Kiyoko           | Kiyoko           | Kiyoko           |  |  |                    |                    |                    |                    |                    |                    |  |  | Ōta Seiichi | Ōta Seiichi | Ōta Seiichi | Ōta Seiichi | Ōta Seiichi | Ōta Seiichi |  |  |  |  |  |  |  |  |  |  |  |  |  |  |  |  |  |  |  |  |  |  |  |  |  |  |  |  |  |  |
|                 |                 |                 |                 |                 |                 |  |  | Fukuda Yasuo | Fukuda Yasuo | Fukuda Yasuo | Fukuda Yasuo | Fukuda Yasuo  | Fukuda Yasuo |  |  | Kiyoko           | Kiyoko           | Kiyoko           | Kiyoko           | Kiyoko           | Kiyoko           |  |  |                    |                    |                    |                    |                    |                    |  |  | Ōta Seiichi | Ōta Seiichi | Ōta Seiichi | Ōta Seiichi | Ōta Seiichi | Ōta Seiichi |  |  |  |  |  |  |  |  |  |  |  |  |  |  |  |  |  |  |  |  |  |  |  |  |  |  |  |  |  |  |
|                 |                 |                 |                 |                 |                 |  |  |              |              |              |              |               |              |  |  |                  |                  |                  |                  |                  |                  |  |  |                    |                    |                    |                    |                    |                    |  |  |             |             |             |             |             |             |  |  |  |  |  |  |  |  |  |  |  |  |  |  |  |  |  |  |  |  |  |  |  |  |  |  |  |  |  |  |
|                 |                 |                 |                 |                 |                 |  |  |              |              |              |              | Fukuda Tatsuo |              |  |  |                  |                  |                  |                  |                  |                  |  |  |                    |                    |                    |                    |                    |                    |  |  |             |             |             |             |             |             |  |  |  |  |  |  |  |  |  |  |  |  |  |  |  |  |  |  |  |  |  |  |  |  |  |  |  |  |  |  |

## Ehrung
- Alter Freund des chinesischen Volkes[27]